# Christian den Syvende (1803)
Lo HDMS Christian den Syvende è stato un vascello da 90 cannoni in servizio tra il 1805 e il 1807 nella Reale Marina dei Regni di Danimarca e Norvegia, e tra il 1807 e il 1834 nella Royal Navy britannica.

## Storia
Il vascello da 90 cannoni Christian den Syvelde , progettato dall'ingegnere navale Frantz Hohlenberg, venne impostato presso il cantiere navale Nyholm Dyd di Copenaghen il 20 aprile 1800,  varato il 26 luglio 1803, entrò in servizio attivo nella Kongelige danske marine nel 1805.
L'unità partecipò attivamente alla seconda battaglia di Copenaghen (8 agosto 1807), e fu catturata dalla Royal Navy il 7 settembre successivo. Arrivata a Portsmouth il 25 novembre dello stesso anno venne immessa in servizio come HMS Christian VII. L'armamento si basava su 30 cannoni da 32 lb, 8 da 24 lb, 32 da 18 lb, 14 carronate da 32 lb e 4 da 18 lb. Tra il maggio 1808, quando fu nominato comandante il captain Joseph Sydney Yorke, e l'11 settembre 1808 il vascello subì un ciclo completo di raddobbo presso l'arsenale di Portsmouth al costo di 27.230 sterline. Il 10 gennaio 1810 le sue barche, insieme a quelle dell'Armide,  al comando del tenente Guion, attaccarono un convoglio francese di quattro navi in  transito dall'Ile d'Aix a La Rochelle. Tre, cariche di vino, brandy, sapone, pece, ecc., furono portate ad arenarsi a riva e date alla fiamme, mentre una quarta venne catturata. Un convoglio di circa 30 vele, che fece la sua comparsa attraverso il Maumasson la sera del 20 gennaio, fu inseguito dai battelli delle due navi. Cinque unità furono incendiate e una catturata.
Tra il maggio e il giugno 1810 fu al comando del post captain Woodley Losack, e passato al comando del post captain Richard Harward, tra il giugno 1810 e il 1811 fu nave di bandiera del viceammiraglio Sir Edward Pellew. Tra l'aprile e il maggio 1811 fu al comando del post captain George Charles Mackenzie, passando quindi a quello del post captain Edward Griffith, divenendo nave di bandiera dell'ammiraglio del bianco Sir William Young. Nel febbraio 1812 alzò la sua insegna il contrammiraglio Philip Charles Calderwood Henderson Durham, e nell'aprile dello stesso anno assunse il comando del vascello il post captain Henry Lidgbird Ball. Posto in posizione di riserva nel dicembre 1813, il Christian  divenne nave per la quarantena a Stangate Creek nel luglio 1814 e poi nave lazzareto. Venne radiato nel 1834 e venduto nel marzo 1838 venendo subito demolito a Chatam.

### Fonti
1. 1 2 3  Colledge, Warlow 2006, p. 70.
2. 1 2  Tree Decks.
3. 1 2 3 4 5 6 7 8 9  Tree Decks.
4. ↑  Lyon, Winfield 2004, p. 38.
5. ↑  Colledge, Warlow 2006, p. 135.
6. 1 2 3 4  Age of Nelson.